# Хајнкел He 49
Хајнкел He.49 је једноседи немачки ловачки авион који је производила фирма Хајнкел. Први лет авиона је извршен 1932. године. 

Највећа брзина у хоризонталном лету је износила 325 km/h. Размах крила је био 11,00 метара а дужина 8,24 метара.

## Наоружање
| Наоружање авиона: Хајнкел      |     |
| Ватрено (стрељачко) наоружање  |     |
| Топ                            |     |
| Митраљез                       |     |
| Калибар                        | 7,7 |
| Бомбардерско наоружање (бомбе) |     |
| Ракетно наоружање (ракете)     |     |